# Lysipomia glandulifera
Lysipomia glandulifera là loài thực vật có hoa trong họ Hoa chuông. Loài này được (Wedd.) Schltr. & E.Wimm. mô tả khoa học đầu tiên năm 1937.